# Assoziation (Genetik)
Assoziation beschreibt in der Genetik das gemeinsame Auftreten oder Vorkommen zweier genetischer Merkmale mit einer Frequenz, die höher (also häufiger) ist als zufällig zu erwarten. Man kann unterscheiden eine phänotypische Assoziation, bei der ein phänotypisches Merkmal (etwa eine Erbkrankheit) häufiger als zufällig gemeinsam mit einem genetischen Merkmal, etwa einem Allel eines bestimmten Gens auftritt, und eine allelische Assoziation, bei der, wenn ein bestimmtes Allel an einem Genlocus auftritt, das Vorkommen eines anderen Allels an einem zweiten Genlocus häufiger oder seltener ist als erwartet. Ein eng verwandter Begriff in der Genetik ist derjenige der Genkopplung. Beiden ist gemeinsam, dass der jeweilige Zusammenhang von einer zufälligen Verteilung, nach der Mendel´schen Unabhängigkeitsregel („drittes Mendel´sches Gesetz“) abweicht. Man kann aussagen, dass eine genetische Kopplung auf einem Zusammenhang von zwei Genloci beruht, die Assoziation hingegen auf dem Zusammenhang zwischen zwei Allelen (beziehungsweise: einem Allel und einem Merkmal). Beides schließt sich dabei gegenseitig auch nicht aus: Wenn eine Kopplung festgestellt wird, kann häufig auch eine Assoziation vorliegen, und umgekehrt.

## Assoziationsanalyse und Kopplungsanalyse: genetische Epidemiologie
Bei einer Assoziationsanalyse wird die Häufigkeit eines bestimmten Allels (bzw. eines Merkmals) statistisch mit dem Auftreten eines anderen Allels verglichen, das bei den Merkmalsträgern seltener oder häufiger vorkommen kann als erwartet. Dabei kann, muss aber nicht, ein Zusammenhang zwischen dem Allel und dem Merkmal bestehen; sie können auch durch indirekte Effekte miteinander assoziiert sein.
Im Gegensatz dazu wird bei der Kopplungsanalyse direkt der Zusammenhang zwischen Merkmal und der allelischen Ausprägung an bestimmten Genloci betrachtet, indem der Erbgang untersucht wird. Treten diese häufiger gemeinsam vererbt auf, als zufällig zu erwarten wäre, sind sie gekoppelt, meist dadurch, dass sich beide mehr oder weniger nahe benachbart auf demselben Chromosom befinden. Je näher diese beieinander liegen, umso enger die Kopplung, da sie bei der genetischen Rekombination seltener beim Crossing-over neu aufgeteilt werden. Bei der Assoziationsanalyse wird hingegen der Erbgang gar nicht berücksichtigt. Es werden einfach zwei Kollektive, etwa zwei Gruppen von Patienten, daraufhin untersucht, wie oft ein bestimmtes Allel bei ihnen auftritt. Ist dabei ein Allel etwa bei einer erkrankten Gruppe häufiger als bei einer gesunden, besteht eine Assoziation zwischen dem Allel und der Krankheit. Treten, ganz allgemein, zwei Allele in einer der Gruppen häufiger gemeinsam auf, als zufällig zu erwarten wäre, besteht zwischen ihnen eine Assoziation.

## Kopplungsungleichgewicht
Die Assoziation eines Allels mit einem Merkmal kann auf dem Vorliegen einer Genkopplung beruhen. So kommt es häufig vor, dass in Assoziationsanalysen ein statistischer Zusammenhang zwischen einem Allel und einem Merkmal ermittelt wird, obwohl das Allel genetisch überhaupt nichts mit dem Merkmal und seiner Ausprägung zu tun hat. Dies ist dann der Fall, wenn das (untersuchte, und damit bekannte) Allel genetisch gekoppelt ist mit einem (nicht untersuchten, und möglicherweise noch unbekannten) zweiten Allel, das tatsächlich an der Ausprägung des Merkmals beteiligt ist. Durch die Kopplung treten beide häufiger zusammen auf als erwartet. Damit tritt auch das Merkmal häufiger zusammen mit dem ersten Allel auf, obwohl hier nur ein indirekter Zusammenhang besteht. In einem solchen Fall wird von einem Kopplungsungleichgewicht gesprochen., häufig wird aber der entsprechende Begriff aus der englischen Fachsprache, „linkage disequilibrium“ auch in deutschsprachigen Publikationen einfach unübersetzt stehen gelassen. Dabei ist zu beachten: Die Genetiker sind in ihrem Sprachgebrauch oft nachlässig. Es hat sich eingebürgert, auch dann von linkage disequilibrium zu sprechen, wenn der Zusammenhang nicht aufgrund von Genkopplung besteht, sondern rein statistisch ist (dies hat historische Gründe, da die Genkopplung bereits durch Protokollierung des Erbgangs erforscht werden konnte, als es noch nicht routinemäßig möglich war, Gene auch zu sequenzieren). Der englische Ausdruck linkage disequilibrium und der Ausdruck genetische Assoziation sind also weitgehend gleichbedeutend und synonym.

## GWAS
Seit im Zeitalter der Genomik auch längere Genome schnell und preiswert routinemäßig untersucht werden können, werden Assoziationsanalysen in großem Stil routinemäßig durchgeführt, wobei die Hoffnung besteht, durch den Durchsatz sehr großer Datenmengen per Zufall auf interessante Zusammenhänge, etwa zwischen einem bestimmten Allel und einer Krankheit, zu stoßen, auch wenn über das betrachtete Gen wenig bis nichts bekannt ist, also kein Zusammenhang aus dem Mechanismus ableitbar wäre. Man hofft, auf diese Weise auf genetische Zusammenhänge zu stoßen, die bei der direkten Untersuchung noch nicht gefunden worden sind. Die Forschungsrichtung wird Genomweite Assoziationsstudien, abgekürzt GWAS, genannt. Statistisch signifikante Assoziationen werden in einer besonderen Datenbank, der Genetic Association Database der National Institutes of Health gesammelt, so dass sie auch anderen Wissenschaftlern als Basis für ihre Forschung zur Verfügung stehen.